# Motya steniptera
Motya steniptera är en fjärilsart som beskrevs av William Schaus 1911. Motya steniptera ingår i släktet Motya och familjen trågspinnare. Inga underarter finns listade i Catalogue of Life.